# Bartolomeu Dias (corvetta)
La Bartolomeu Dias era un corvetta a propulsione mista da 18 cannoni della Reale Marina portoghese, costruita in Inghilterra nella seconda metà degli anni cinquanta del XIX secolo. La nave prestò servizio dal 1858 al 1905.

## Storia
Progettata come clipper per la marina mercantile inglese, venne acquistata dall'ammiraglio George Sartorius prima del varo per conto della Marinha Portuguesa. L'unità fu varata a Blackwall il 2 gennaio 1858, con il nome di Bartolomeu Dias.
La corvetta dislocava 2.377 tonnellate, era lunga 63,10 m, larga 11,0 m, e pescava 6,40 m. Aveva scafo in legno, con l'opera viva foderata di piastre di rame. L'apparato propulsivo era basato su tre alberi a a vele quadre con fiocchi, randa e stralli per una superficie velica complessiva di 1.505 mq, e una macchina motrice a bassa pressione, alimentata da 4 caldaie funzionanti a carbone,  erogante la potenza di 1.100 ihp, ed azionante un'elica in bronzo a due pale. La velocità massima era di 10 nodi. L'armamento era composto da 18 cannoni. L'equipaggio era composto da 282 uomini.
Con a bordo l'ammiraglio Sartorius, entrò nel fiume Tago il 26 marzo 1858.
Nel suo viaggio inaugurale,  17 maggio 1858, trasportò a Lisbona la nuova regina del Portogallo Stefania di Hohenzollern-Sigmaringen divenuta sposa di re Pietro V del Portogallo. La nave fu comandata fin dalla sua entrata in servizio dall'Infante Don Luigi, fratello del re e ufficiale di marina. 
Il 12 settembre 1860, al comando dell'Infante Don Luigi, trasportò in Germania, dopo le loro nozze, la principessa Antonia, figlia del re Ferdinando II e suo marito, il principe Leopoldo di Hohenzollern-Sigmaringen.
Aveva effettuato diversi viaggi in Inghilterra, Marocco, Madeira e in Angola, e si trovava a Londra quando venne ricevuta la notizia che il Re era gravemente malato. L'Infante D. Luigi cedette il comando al suo primo ufficiale e sbarcò il 9 novembre 1861, dirigendosi a Lisbona sul piroscafo Oneida. Il Re morì l'11 novembre 1861 e l'Oneida arrivò a Lisbona solo il 14 novembre 1861, portando a bordo il nuovo re del Portogallo, allora ventitreenne. 
ll 29 settembre 1862 la corvetta trasportò da Genova a Lisbona la principessa Maria Pia di Savoia, destinata a divenire moglie di re Luigi I.
La nave effettuò poi missioni in Africa e navigò nel Mediterraneo e in Sud America, partecipò alle campagne del Mozambico e condusse viaggi di addestramento.    Fu scelta per fungere da tribunale per i ribelli del 31 gennaio 1891 a Porto.    Nel 1892 prese parte, nel porto di Genova, alle celebrazioni per il 400° Anniversario della Scoperta dell'America da parte di Cristoforo Colombo.    Nel marzo 1894, mentre la nave si trovava in Angola, apparvero a bordo i primi segni di beriberi, che per anni fu inarrestabile.  Nel 1905, con ogni speranza di salvataggio perduta, la nave ormai "completamente marcia", fu rimorchiata fuori dal porto di Luanda e incendiata.